# Lloro de Rüppell
El lloro de Rüppell (Poicephalus rueppellii) és una espècie d'ocell de la família dels psitàcids que habita boscos des de l'oest d'Angola fins al centre de Namíbia.

## Descripció
El lloro de Rüppell fa 22-25 cm de llarg i pesa 121–156 g. És de color marró fosc i el cap és gris fosc. Tant els mascles com les femelles adultes tenen algunes plomes grogues a la vora principal de les ales, i les plomes grogues que cobreixen la part superior de les potes; en ocells immadurs, el groc és tènue o no en té. Són dimorfs sexualment; les femelles adultes tenen les plomes de color blau a la part inferior de l’esquena i la gropa, mentre que els mascles perden aquesta coloració de ploma blava a mesura que envelleixen.

## Dieta
El lloro de Ruppell menja principalment llavors, flors, fulles, artròpodes i escorça. S'ha comprovat que durant les estacions de pluges prefereixen menjar flors i insectes. Mengen de forma constant ametllet morat (Terminalia pruniodies) i, de vegades, també mengen fruites, preferint els més madurs.

## Reproducció
El lloro de Rüppell nidifica a les cavitats dels arbres. Normalment en cada posta pon tres o quatre ous que són blancs. La femella incuba els ous durant uns vint-i-vuit dies i els pollets deixen el niu uns seixanta-vuit dies després de l’eclosió.

## Taxonomia
El Congrés Ornitològic Internacional (ver. 13.2) ja reconeix dues subespècies basant-se en diferències morfològiques de la subespècie nominal (Hubers et al. 2023):
- P. r. rueppellii (Gray, 1849) - nord-oest i centre-oest d'Angola (Benguela i Luanda).
- P. r. mariettae (Hubers & Schnitker, 2022) - sud-oest d'Angola i nord de Namíbia.